# Presidenti della Repubblica Dominicana
Lista di Presidenti della Repubblica Dominicana dall'istituzione del sistema presidenziale (1844) all'attualità.

## Prima Repubblica (1844-1861)

### Consiglio Centrale del Governo (1844)
La Junta Central Gubernativa Fu il primo organo collegiale e provvisorio ad esercitare i poteri esecutivo, legislativo e giudiziario del nascente Stato Dominicano. Fu costituito provvisoriamente il 27 febbraio del 1844 e successivamente formalizzato il 1º marzo del 1844; subì tre colpi di stato, e fu infine sciolto con la proclamazione della prima Costituzione della Repubblica Dominicana | Costituzione il 6 novembre del 1844. Durante i suoi poco più di 8 mesi di vita, le due fazioni che hanno combattuto per il suo controllo sono state:
La Trinitaria e Proteccionistas
| Presidente | Presidente                    | Presidente       | Inizio del mandato | Fine del mandato | Fazione maggioritaria                    | Membro del Consiglio di amministrazione centrale | Membro del Consiglio di amministrazione centrale | Membro del Consiglio di amministrazione centrale | Membro del Consiglio di amministrazione centrale |
| ---------- | ----------------------------- | ---------------- | ------------------ | ---------------- | ---------------------------------------- | ------------------------------------------------ | ------------------------------------------------ | ------------------------------------------------ | ------------------------------------------------ |
|            | Francisco del Rosario Sánchez | 28 febbraio 1844 | 1º marzo 1844      | Trinitarios      |                                          | Francisco del Rosario Sánchez (presidente)       | Francisco del Rosario Sánchez (presidente)       | Francisco del Rosario Sánchez (presidente)       |                                                  |
|            | Francisco del Rosario Sánchez | 28 febbraio 1844 | 1º marzo 1844      | Trinitarios      | José Joaquín Puello                      |                                                  | Tomás Bobadilla                                  |                                                  |                                                  |
|            | Francisco del Rosario Sánchez | 28 febbraio 1844 | 1º marzo 1844      | Trinitarios      | Remigio del Castillo                     |                                                  | Manuel Jimenes González                          |                                                  |                                                  |
|            | Francisco del Rosario Sánchez | 28 febbraio 1844 | 1º marzo 1844      | Trinitarios      | Ramón Matías Mella                       |                                                  | Wenceslao de la Concha                           |                                                  |                                                  |
|            | Francisco del Rosario Sánchez | 28 febbraio 1844 | 1º marzo 1844      | Trinitarios      | Mariano Echevarría                       |                                                  | Pedro de Castro y Castro                         |                                                  |                                                  |
|            | Tomás Bobadilla               | 1º marzo 1844    | 9 giugno 1844      | Proteccionistas  |                                          | Tomás Bobadilla (presidente)                     | Tomás Bobadilla (presidente)                     | Tomás Bobadilla (presidente)                     |                                                  |
|            | Tomás Bobadilla               | 1º marzo 1844    | 9 giugno 1844      | Proteccionistas  | Manuel Jimenes González (vicepresidente) |                                                  | Silvano Pujols (segretario)                      |                                                  |                                                  |
|            | Tomás Bobadilla               | 1º marzo 1844    | 9 giugno 1844      | Proteccionistas  | Francisco Javier Abreu                   |                                                  | Manuel María Valverde                            |                                                  |                                                  |
|            | Tomás Bobadilla               | 1º marzo 1844    | 9 giugno 1844      | Proteccionistas  | Félix Mercenario                         |                                                  | Francisco del Rosario Sánchez                    |                                                  |                                                  |
|            | Tomás Bobadilla               | 1º marzo 1844    | 9 giugno 1844      | Proteccionistas  | José María Caminero                      |                                                  | Ramón Matías Mella                               |                                                  |                                                  |
|            | Tomás Bobadilla               | 1º marzo 1844    | 9 giugno 1844      | Proteccionistas  | Carlos Moreno                            |                                                  | Mariano Echevarría                               |                                                  |                                                  |
|            | Francisco del Rosario Sánchez | 9 giugno 1844    | 12 luglio 1844     | Trinitarios      |                                          |                                                  |                                                  |                                                  |                                                  |
|            | Pedro Santana                 | 12 luglio 1844   | 14 novembre 1844   | Proteccionistas  |                                          |                                                  |                                                  |                                                  |                                                  |

### Presidenti
Le fazioni politiche che raggiunsero il potere in questo periodo furono: 
Liberales, Conservadores demócratas (baecistas) e Conservadores (santanistas)
| Governo                                                               | Presidente | Presidente              | Presidente        | Inizio del mandato | Fine del mandato         | Partito                      | Mandato                | Vicepresidente                | Vicepresidente |
| --------------------------------------------------------------------- | ---------- | ----------------------- | ----------------- | ------------------ | ------------------------ | ---------------------------- | ---------------------- | ----------------------------- | -------------- |
| 1                                                                     |            | Pedro Santana           | 14 novembre 1844  | 4 agosto 1848      | Conservadores            | 1° (1844)                    | Incarico non esistente | Incarico non esistente        |                |
| 2                                                                     |            | Manuel Jimenes González | 8 settembre 1848  | 29 maggio 1849     | Conservadores            | 1° (1848)                    | Incarico non esistente | Incarico non esistente        |                |
| 3                                                                     |            | Buenaventura Báez       | 24 settembre 1849 | 15 febbraio 1853   | Conservadores demócratas | 1° (1849)                    | Incarico non esistente | Incarico non esistente        |                |
| 4                                                                     |            | Pedro Santana           | 15 febbraio 1853  | 26 maggio 1856     | Conservadores            | 2° (1853)                    |                        | Manuel de Regla Mota          |                |
| 5                                                                     |            | Manuel de Regla Mota    | 26 maggio 1856    | 8 ottobre 1856     | Conservadores            | 1° (Rinuncia dell'anteriore) |                        | Buenaventura Báez             |                |
| 6                                                                     |            | Buenaventura Báez       | 8 ottobre 1856    | 12 giugno 1858     | Conservadores demócratas | 2° (1856)                    |                        | Domingo Daniel Pichardo y Pró |                |
| 7                                                                     |            | José Desiderio Valverde | 7 luglio 1857     | 31 agosto 1858     | Liberales                | 1° (1857, de facto)          |                        | Benigno Filomeno de Rojas     |                |
| 8                                                                     |            | Pedro Santana           | 13 giugno 1858    | 24 marzo 1861      | Conservadores            | 3° (1858)                    |                        | Antonio Abad Alfau Bustamante |                |
| Dal 1861 fino al 1865 la Repubblica Dominicana fu annessa alla Spagna |            |                         |                   |                    |                          |                              |                        |                               |                |

### Seconda repubblica (1865-1916)
I partiti politici che salirono al potere in questo periodo furono:
     Festa Blu
     Partito Rosso
     Partito Verde (Republica Dominicana)
     Nessun partito politico
| 9 | José Antonio Salcedo            | 14 settembre 1863 | 10 ottobre 1864   | Gobierno Restaurador             | 1° (1865)                                                       |               | Benigno Filomeno de Rojas          |
| 10 | Gaspar Polanco                  | 10 ottobre 1864   | 24 gennaio 1865   | Gobierno Restaurador             | 1° (1865)                                                       |               | Ulises Espaillat                   |
| 11 | Benigno Filomeno de Rojas       | 24 gennaio 1865   | 24 marzo 1865     | Gobierno Restaurador             | 1° (1865)                                                       |               | Gregorio Luperón                   |
| 12 | Pedro Antonio Pimentel          | 25 marzo 1865     | 13 agosto 1865    | Gobierno Restaurador             | 1° (1865)                                                       |               | Benigno Filomeno de Rojas          |
| 13 | José María Cabral               | 4 agosto 1865     | 15 novembre 1865  | Partito Rojo                     | 1° (1865)                                                       |               | Gregorio Luperón                   |
| 13 | José María Cabral               | 4 agosto 1865     | 15 novembre 1865  | Partito Rojo                     | 2° (1865)                                                       |               | Gregorio Luperón                   |
| 14 | Pedro Guillermo                 | 15 novembre 1865  | 8 dicembre 1865   |                                  | 1° (1865)                                                       |               |                                    |
| 15 | Buenaventura Báez               | 8 dicembre 1865   | 29 maggio 1866    | Partido Rojo                     | 4° (1865)                                                       |               |                                    |
| 15 | Buenaventura Báez               | 8 dicembre 1865   | 29 maggio 1866    | Partido Rojo                     | 5° (1866)                                                       |               |                                    |
| 16 | José María Cabral               | 22 agosto 1866    | 3 gennaio 1868    |                                  | 1°                                                              |               |                                    |
| 16 | José María Cabral               | 22 agosto 1866    | 3 gennaio 1868    | 2°                               |                                                                 |               |                                    |
| 17 | Buenaventura Báez               | 2 maggio 1868     | 2 gennaio 1874    | Partito Rojo                     | 3°                                                              |               |                                    |
| 18 | Ignacio María González Santín   | 2 gennaio 1874    | 23 febbraio 1876  | Partito Verde                    | 4°                                                              |               |                                    |
| 18 | Ignacio María González Santín   | 2 gennaio 1874    | 23 febbraio 1876  | Partito Verde                    | 5°                                                              |               |                                    |
| 19 | Ulises Francisco Espaillat      | 29 aprile 1876    | 5 ottobre 1876    |                                  | 1°                                                              |               |                                    |
| 19 | Ulises Francisco Espaillat      | 29 aprile 1876    | 5 ottobre 1876    | 2°                               |                                                                 |               |                                    |
| 20 | Ignacio María González Santín   | 11 novembre 1876  | 9 dicembre 1876   | Partito Verde                    | 3°                                                              |               |                                    |
| 21 | Marcos Antonio Cabral           | 10 dicembre 1876  | 26 dicembre 1876  |                                  | 4°                                                              |               |                                    |
| 21 | Marcos Antonio Cabral           | 10 dicembre 1876  | 26 dicembre 1876  | 5°                               |                                                                 |               |                                    |
| 22 | Buenaventura Báez               | 26 dicembre 1876  | 2 marzo 1878      | Partito Rojo                     | 1°                                                              |               | Manuel Cáceres                     |
| 22 | Buenaventura Báez               | 26 dicembre 1876  | 2 marzo 1878      | Partito Rojo                     | 2°                                                              |               | Manuel Cáceres                     |
| 23 | Ignacio María González Santín   | 2 marzo 1878      | 3 maggio 1878     | Partito Verde                    | 2° (1873)                                                       |               |                                    |
| 24 | Cesáreo Guillermo y Bastardo    | 5 marzo 1878      | 6 luglio 1878     |                                  | 4°                                                              |               |                                    |
| 24 | Cesáreo Guillermo y Bastardo    | 5 marzo 1878      | 6 luglio 1878     | 5°                               |                                                                 |               |                                    |
| 25 | Ignacio María González Santín   | 6 luglio 1878     | 2 settembre 1878  | Partito Verde                    | 3° (1878)                                                       |               |                                    |
| 25 | Ignacio María González Santín   | 6 luglio 1878     | 2 settembre 1878  | Partito Verde                    | 2°                                                              |               |                                    |
| 26 | Jacinto de Castro               | 7 settembre 1878  | 29 settembre 1878 | Partito Federalista              | 3° (1796)                                                       |               |                                    |
| 27 | Cesáreo Guillermo y Bastardo    | 27 febbraio 1879  | 6 dicembre 1879   |                                  | 4°                                                              |               |                                    |
| 27 | Cesáreo Guillermo y Bastardo    | 27 febbraio 1879  | 6 dicembre 1879   | 5° (1804)                        |                                                                 |               |                                    |
| 28 | Gregorio Luperón                | 7 ottobre 1879    | 1º settembre 1880 | Indipendente                     | 1°                                                              |               |                                    |
| 28 | Gregorio Luperón                | 7 ottobre 1879    | 1º settembre 1880 | Indipendente                     | 2°                                                              |               |                                    |
| 29 | Fernando Arturo de Meriño       | 1º settembre 1880 | 1º settembre 1882 | Partido Federalista              | 3°                                                              |               |                                    |
| 30 | Ulises Heureaux                 | 1º settembre 1882 | 1º settembre 1884 | Partido Azul                     | 1° (1882)                                                       |               | Casimiro Nemesio de Moya           |
| 30 | Ulises Heureaux                 | 1º settembre 1882 | 1º settembre 1884 | Partido Azul                     | 5° (1804)                                                       |               |                                    |
| 31 | Francisco Gregorio Billini      | 1º settembre 1884 | 16 maggio 1885    | Indipendente                     | 1°                                                              |               | Alejandro Woss y Gil               |
| 31 | Francisco Gregorio Billini      | 1º settembre 1884 | 16 maggio 1885    | Indipendente                     | 2° (1792)                                                       |               | Alejandro Woss y Gil               |
| 32 | Alejandro Woss y Gil            | 16 maggio 1885    | 6 gennaio 1887    | Partito Federalista              | 3°                                                              |               |                                    |
| 33 | Ulises Heureaux                 | 6 gennaio 1887    | 26 luglio 1899    | Partido Azul                     | 2° (1887)                                                       |               | Segundo Francisco Imbert Del Monte |
| 33 | Ulises Heureaux                 | 6 gennaio 1887    | 26 luglio 1899    | Partido Azul                     | 3° (1889)                                                       |               | Manuel María Gautier               |
| 33 | Ulises Heureaux                 | 6 gennaio 1887    | 26 luglio 1899    | Partido Azul                     | 4° (1893)                                                       |               | Wenceslao Figuereo                 |
| 34 | Wenceslao Figuereo              | 26 luglio 1899    | 30 agosto 1899    | Indipendente                     | 1° (1789)                                                       |               |                                    |
| 34 | Wenceslao Figuereo              | 26 luglio 1899    | 30 agosto 1899    | Indipendente                     | 2° (1792)                                                       |               |                                    |
| 35 | Horacio Vásquez                 | 15 agosto 1899    | 15 novembre 1899  | Partito Federalista              | 3°                                                              |               |                                    |
| 36 | Juan Isidro Jiménez             | 15 novembre 1899  | 2 maggio 1902     |                                  | 4°                                                              |               | Horacio Vásquez                    |
| 36 | Juan Isidro Jiménez             | 15 novembre 1899  | 2 maggio 1902     | 5° (1804)                        |                                                                 |               |                                    |
| 37 | Horacio Vásquez                 | 26 aprile 1902    | 23 marzo 1903     | Indipendente                     | 1°                                                              |               |                                    |
| 37 | Horacio Vásquez                 | 26 aprile 1902    | 23 marzo 1903     | Indipendente                     | 2°                                                              |               |                                    |
| 38 | Alejandro Woss y Gil            | 23 marzo 1903     | 24 novembre 1903  | Partito Federalista              | 3°                                                              |               | Eugenio Deschamps Peña             |
| 39 | Carlos Felipe Morales Languasco | 24 novembre 1903  | 24 dicembre 1905  |                                  | 4°                                                              |               |                                    |
| 39 | Carlos Felipe Morales Languasco | 24 novembre 1903  | 24 dicembre 1905  | 5° (1804)                        |                                                                 | Ramón Cáceres |                                    |
| 40 | Ramón Cáceres                   | 29 dicembre 1905  | 19 novembre 1911  | Partito Nacional                 | 1° (1906)                                                       |               |                                    |
| 40 | Ramón Cáceres                   | 29 dicembre 1905  | 19 novembre 1911  | Partito Nacional                 | 2° (1908)                                                       |               |                                    |
| 41 | Eladio Victoria                 | 5 dicembre 1911   | 30 novembre 1912  | Partito Federalista              | 3° (1796)                                                       |               |                                    |
| 42 | Adolfo Alejandro Nouel          | 1º dicembre 1912  | 13 aprile 1913    | Indipendente                     | 1° (1912)                                                       |               |                                    |
| 42 | Adolfo Alejandro Nouel          | 1º dicembre 1912  | 13 aprile 1913    | Indipendente                     | 5° (1804)                                                       |               |                                    |
| 43 | José Bordas Valdez              | 14 aprile 1913    | 27 agosto 1914    | Indipendente                     | 1° (1789)                                                       |               |                                    |
| 43 | José Bordas Valdez              | 14 aprile 1913    | 27 agosto 1914    | Indipendente                     | 2° (1792)                                                       |               |                                    |
| 44 | Ramón Báez Machado              | 28 agosto 1914    | 5 dicembre 1914   | Partito Federalista              | 3° (1796)                                                       |               |                                    |
| 45 | Juan Isidro Jiménez             | 6 dicembre 1914   | 7 maggio 1916     | Partito Democratico-Repubblicano | 4° (1800)                                                       |               |                                    |
| 45 | Juan Isidro Jiménez             | 6 dicembre 1914   | 7 maggio 1916     | Partito Democratico-Repubblicano | 5° (1804)                                                       |               |                                    |
| Dal 1916 fino al 1924 la Repubblica Dominicana è stata occupata dagli Stati Uniti d'America (prima occupazione americana) |                                 |                   |                   |                                  |                                                                 |               |                                    |
| 46 | Francisco Henríquez y Carvajal  | 31 luglio 1916    | 29 novembre 1916  |                                  | 1° (Eletto dal Congresso Nazionale come presidente provvisorio) |               |                                    |
| 47 | Juan Bautista Vicini Burgos     | 21 ottobre 1922   | 12 luglio 1924    | 1° (1922)                        |                                                                 |               |                                    |

### Occupazione statunitense (1916-1924)
- Consiglio dei Segretari di Stato - dal 7 maggio 1916 al 31 luglio 1916
- Francisco Henríquez y Carvajal - dal 31 luglio 1916 al 29 novembre 1916
- Occupazione da parte degli Stati Uniti - dal 1916 al 1924
- Juan Bautista Vicini Burgos - dal 21 ottobre 1922 al 12 luglio 1924 (provvisorio sotto l'occupazione statunitense)

### Terza repubblica (1924-1965)
I partiti politici che hanno ottenuto incarichi di governo in questo periodo furono:
Partito Dominicano (dittatura di Trujillo e presidenti "marionetta")
Indipendente
Seconda Occupazione degli Stati Uniti d'America
Triunviratos y Juntas Militares
Partito Revolucionario Dominicano
| Governo | Presidente                                               | Presidente             | Presidente               | Inizio del mandato | Fine del mandato                                  | Partito                              | Mandato                           | Vicepresidente                                                                                               | Vicepresidente                                                |
| --- | -------------------------------------------------------- | ---------------------- | ------------------------ | ------------------ | ------------------------------------------------- | ------------------------------------ | --------------------------------- | --- | ------------------------------------------------------------- |
| 48 |                                                          |                        | Horacio Vásquez          | 12 luglio 1924     | 28 febbraio 1930                                  | Partido Nacional                     | 4° (1924)                         | | Federico Velásquez 12 luglio 1924 - 16 agosto 1928            |
| 48 | José Dolores Alfonseca 16 agosto 1928 - 28 febbraio 1930 |                        | Horacio Vásquez          | 12 luglio 1924     | 28 febbraio 1930                                  | Partido Nacional                     | 4° (1924)                         | |                                                               |
| 49 |                                                          |                        | Rafael Estrella Ureña    | 28 febbraio 1930   | 16 agosto 1930                                    | Partido Dominicano                   | 1° (Dimissioni del precedente)    | | Vacante                                                       |
| 50 |                                                          |                        | Rafael Trujillo          | 16 agosto 1930     | 16 agosto 1938                                    | Partido Dominicano                   | 1° (1930)                         | | Rafael Estrella Ureña (1930-1932)                             |
| 50 | Vacante                                                  |                        | Rafael Trujillo          | 16 agosto 1930     | 16 agosto 1938                                    | Partido Dominicano                   | 1° (1930)                         | |                                                               |
| 50 | 1° (1934)                                                | Jacinto Peynado        | Rafael Trujillo          | 16 agosto 1930     | 16 agosto 1938                                    | Partido Dominicano                   |                                   | |                                                               |
| 51 |                                                          |                        | Jacinto Peynado          | 16 agosto 1938     | 7 marzo 1940                                      | Partido Dominicano                   | 3° (1938)                         | | Manuel de Jesús Troncoso de la Concha                         |
| 52 |                                                          |                        | Manuel de Jesús Troncoso | 7 marzo 1940       | 18 maggio 1942                                    | Partido Dominicano                   | 4° (Morte del precedente)         | | Vacante                                                       |
| 53 |                                                          |                        | Rafael Trujillo          | 18 maggio 1942     | 16 agosto 1952                                    | Partido Dominicano                   | 1° (1942)                         | | Vacante                                                       |
| 53 | 2° (1947)                                                |                        | Rafael Trujillo          | 18 maggio 1942     | 16 agosto 1952                                    | Partido Dominicano                   |                                   | | Vacante                                                       |
| 54 |                                                          |                        | Héctor Trujillo          | 16 agosto 1952     | 3 agosto 1960                                     | Partido Dominicano                   | 3° (1952)                         | | Vacante                                                       |
| 54 | 3° (1957)                                                | Joaquín Balaguer       | Héctor Trujillo          | 16 agosto 1952     | 3 agosto 1960                                     | Partido Dominicano                   |                                   | |                                                               |
| 55 |                                                          |                        | Joaquín Balaguer         | 3 agosto 1960      | 16 gennaio 1962                                   | Independiente                        | 4° (Dimissioni del precedente)    | | Rafael Bonnelly                                               |
| 56 |                                                          |                        | Rafael Bonnelly          | 19 gennaio 1962    | 27 febbraio 1963                                  | Consiglio di Stato (UCN, PR y PRD)   | 1° (Licenziamento del precedente) | | Eduardo Read Barrera                                          |
| 56 | Nicolás Pichardo                                         |                        | Rafael Bonnelly          | 19 gennaio 1962    | 27 febbraio 1963                                  | Consiglio di Stato (UCN, PR y PRD)   | 1° (Licenziamento del precedente) | |                                                               |
| 57 |                                                          |                        | Juan Bosch               | 27 febbraio 1963   | 25 settembre 1963                                 | Partido Revolucionario Dominicano    | 1° (1962)                         | | Segundo Armando González Tamayo                               |
| Consiglio provvisorio | Consiglio provvisorio                                    |                        | Víctor Elby Viñas Román  | 25 settembre 1963  | 26 settembre 1963                                 | Presidente del Consiglio provvisorio | 1° (Colpo di Stato)               | | Vacante                                                       |
| Primo Triumvirato Dominicano | Primo Triumvirato Dominicano                             |                        | Emilio de los Santos     | 26 settembre 1963  | 23 dicembre 1963                                  | Presidente del Triumvirato           | 1° (Colpo di Stato)               | | Membri: Manuel Enrique Tavares Espaillat, Ramón Tapia Espinal |
| Secondo Triumvirato Dominicano | Secondo Triumvirato Dominicano                           |                        | Donald Reid Cabral       | 28 dicembre 1963   | 25 aprile 1965                                    | Presidente del Triumvirato           | 2° (Dimissioni del precedente)    | Membri: Manuel Enrique Tavares Espaillat, Ramon Tapia Espinal (hasta 1964), Ramon Cáceres Troncoso (da 1964) |                                                               |
| Nessun Capo di Stato dal 28 aprile 1965 fino al 30 aprile |                                                          |                        |                          |                    |                                                   |                                      |                                   | |                                                               |
| Dal 30 aprile del 1965 fino al 3 settembre del 1965 la Repubblica Dominicana è stata occupata dagli Stati Uniti d'America (Seconda occupazione degli Stati Uniti d'America) |                                                          |                        |                          |                    |                                                   |                                      |                                   | |                                                               |
| Guerra Civil Parte costituzionalista | Guerra Civil Parte costituzionalista                     |                        | José Molina Ureña        | 25 aprile 1965     | 27 aprile 1965                                    | Presidente provvisorio               | 1° (Colpo di Stato)               | | Vacante                                                       |
| Guerra Civil Parte costituzionalista | Guerra Civil Parte costituzionalista                     | Francisco Caamaño Deñó | 4 maggio 1965            | 3 settembre 1965   | 2° (Dimissioni del Precedente)                    | Presidente provvisorio               |                                   | | Vacante                                                       |
| Guerra Civil Lato lealista | Guerra Civil Lato lealista                               |                        | Pedro Bartolomé Benoit   | 1º maggio 1965     | 7 maggio 1965                                     | Presidente della giunta militare     | 1° (Colpo di Stato)               | | Vacante                                                       |
| Guerra Civil Lato lealista | Guerra Civil Lato lealista                               | Antonio Imbert Barrera | 7 maggio 1965            | 30 agosto 1965     | Presidente del Governo de Ricostruzione Nazionale | 2° (Scioglimento del precedente)     |                                   | | Vacante                                                       |
| Nessun Capo di Stato dal 31 agosto del 1965 fino al 2 settembre del 1965 |                                                          |                        |                          |                    |                                                   |                                      |                                   | |                                                               |
| Governo di transizione | Governo di transizione                                   |                        | Héctor García Godoy      | 3 settembre 1965   | 1º luglio 1966                                    | Presidente provvisorio               | 1° (Firma di Atto Istituzionale)  | | Manuel Joaquín Castillo Castillo                              |

### Guerra civile dominicana (1965)
- Commissione Rivoluzionaria - 25 aprile 1965
- José Rafael Molina Ureña - dal 25 aprile 1965 al 27 aprile 1965 (provvisorio)
- Nessun capo esecutivo - dal 27 aprile 1965 al 1º maggio 1965
- Pedro Bartolomé Benoit - dal 1º maggio 1965 al 7 maggio 1965 (provvisorio sotto l'occupazione statunitense)
- Antonio Imbert Barrera - dal 7 maggio 1965 al 30 agosto 1965 (sotto l'occupazione statunitense)
- Nessun capo esecutivo - dal 30 agosto 1965 al 3 settembre 1965
- Héctor García-Godoy - dal 3 settembre 1965 al 1º luglio 1966 (provvisorio sotto l'occupazione statunitense)

### Quarta repubblica (dal 1966)
| Ordinale | Presidente                               | Presidente                  | Presidente               | Partito                              | Dal            | Al             | Mandato                 | Vicepresidente | Vicepresidente                                           |
| -------- | ---------------------------------------- | --------------------------- | ------------------------ | ------------------------------------ | -------------- | -------------- | ----------------------- | -------------- | -------------------------------------------------------- |
| 58       |                                          |                             | Joaquín Balaguer         | Partito Riformista Social Cristiano  | 1º luglio 1966 | 16 agosto 1978 | 1° (1966)               |                | Francisco Lora                                           |
| 58       | 2° (1970)                                | Carlos Rafael Goico Morales | Joaquín Balaguer         | Partito Riformista Social Cristiano  | 1º luglio 1966 | 16 agosto 1978 |                         |                |                                                          |
| 58       | 3° (1974)                                | Carlos Rafael Goico Morales | Joaquín Balaguer         | Partito Riformista Social Cristiano  | 1º luglio 1966 | 16 agosto 1978 |                         |                |                                                          |
| 59       |                                          |                             | Antonio Guzmán Fernández | Partito Rivoluzionario Dominicano    | 16 agosto 1978 | 4 luglio 1982  | 1° (1978)               |                | Jacobo Majluta                                           |
| 60       |                                          |                             | Jacobo Majluta Azar      | Partito Rivoluzionario Dominicano    | 4 luglio 1982  | 16 agosto 1982 | 1° (Suicidio del primo) |                | Vacante                                                  |
| 61       |                                          |                             | Salvador Jorge Blanco    | Partito Rivoluzionario Dominicano    | 16 agosto 1982 | 16 agosto 1986 | 1° (1982)               |                | Manuel Fernández Mármol 16 agosto 1982 - 19 gennaio 1983 |
| 61       | Vacante 19 gennaio 1983 - 15 agosto 1986 |                             | Salvador Jorge Blanco    | Partito Rivoluzionario Dominicano    | 16 agosto 1982 | 16 agosto 1986 | 1° (1982)               |                |                                                          |
| 62       |                                          |                             | Joaquín Balaguer         | Partito Riformista Social Cristiano  | 16 agosto 1986 | 16 agosto 1996 | 4° (1986)               |                | Carlos Morales Troncoso                                  |
| 62       | 5° (1990)                                |                             | Joaquín Balaguer         | Partito Riformista Social Cristiano  | 16 agosto 1986 | 16 agosto 1996 |                         |                | Carlos Morales Troncoso                                  |
| 62       | 6° (1994)                                | Jacinto Peynado Garrigosa   | Joaquín Balaguer         | Partito Riformista Social Cristiano  | 16 agosto 1986 | 16 agosto 1996 |                         |                |                                                          |
| 63       |                                          |                             | Leonel Fernández         | Partito della Liberazione Dominicana | 16 agosto 1996 | 16 agosto 2000 | 1° (1996)               |                | Jaime David Fernández Mirabal                            |
| 64       |                                          |                             | Hipólito Mejía           | Partito Rivoluzionario Dominicano    | 16 agosto 2000 | 16 agosto 2004 | 1° (2000)               |                | Milagros Ortiz Bosch                                     |
| 65       |                                          |                             | Leonel Fernández         | Partito della Liberazione Dominicana | 16 agosto 2004 | 16 agosto 2012 | 2° (2004)               |                | Rafael Alburquerque                                      |
| 65       | 3° (2008)                                |                             | Leonel Fernández         | Partito della Liberazione Dominicana | 16 agosto 2004 | 16 agosto 2012 |                         |                | Rafael Alburquerque                                      |
| 66       |                                          |                             | Danilo Medina            | Partito della Liberazione Dominicana | 16 agosto 2012 | 16 agosto 2020 | 1° (2012)               |                | Margarita Cedeño de Fernández                            |
| 66       | 2° (2016)                                |                             | Danilo Medina            | Partito della Liberazione Dominicana | 16 agosto 2012 | 16 agosto 2020 |                         |                | Margarita Cedeño de Fernández                            |
| 67       |                                          |                             | Luis Abinader            | Partito Rivoluzionario Moderno       | 16 agosto 2020 | in carica      | 1° (2020)               |                | Raquel Peña de Antuña                                    |
| 67       | 2° (2024)                                |                             | Luis Abinader            | Partito Rivoluzionario Moderno       | 16 agosto 2020 | in carica      |                         |                | Raquel Peña de Antuña                                    |

### Annotazioni
1. 1 2 3  A partire dal 28 febbraio 1844.

### Fonti
1. ↑   José E. Marcano, Independencia dominicana III, in Conociendo mi país República Dominicana. Aspectos Históricos, 2009-2014. URL consultato il 27 febbraio 2017.
2. ↑   Wenceslao Vega, La labor legislativa de la Junta Central Gubernativa, marzo-octubre de 1844 (PDF) [collegamento interrotto], in Clío, 175(12), Academia Dominicana de Historia, 2008. URL consultato il 27 febbraio 2017.
3. ↑   Héctor Tineo, Junta declara a Duarte y a un grupo de trinitarios traidores e infieles a la Patria, su vanguardiadelpueblo.do, Vanguardia del Pueblo, 2014. URL consultato il 27 febbraio 2017.
4. ↑   Junior A. Castillo, República Dominicana - Gobiernos y gobernantes desde 1844 hasta 2016 b, su monografias.com, Monografías.com, 2014. URL consultato il 27 febbraio 2017.
5. ↑   EnCaribe, José Joaquín Puello, in Enciclopedia de Historia y Cultura del Caribe, FUNGLODE, 2017. URL consultato il 27 febbraio 2017 (archiviato dall'url originale il 31 dicembre 2014).
6. ↑   Ángela Peña, Calles y avenidas: Félix Wenceslao de la Concha, su hoy.com.do, Periódico Hoy, 2013. URL consultato il 27 febbraio 2017.
7. ↑   Archonthology, Heads of State: 1844-1861, in Dominican Republic, Archonthology.org, 2009. URL consultato il 27 febbraio 2017.